# Maximilian Weigend
Maximilian Weigend (* 25. September 1969 in Erbendorf) ist ein deutscher Botaniker. Sein botanisches Autorenkürzel lautet „Weigend“.
Weigend erhielt als Schüler 1987 und 1989 den Ersten Preis im Rahmen des Geschichtswettbewerb des Bundespräsidenten zum Thema „Umweltgeschichte“ sowie 1992 durch die South African Phycological Society für seine Studien zur Phytochemie südafrikanischer Makroalgen.
1993 graduierte er an der südafrikanischen Universität Natal-Pietermaritzburg und wechselte anschließend zur Ludwig-Maximilians-Universität München. Im Rahmen seiner Forschungen bereiste er Venezuela, Kolumbien, Ecuador und Peru, bevor er im Juli 1997 mit seiner Dissertation „Nasa and the conquest of South America - Systematic Rearrangements in Loasaceae Juss.“ seinen Doktorgrad mit Magna cum laude erhielt. Im Rahmen dieser Arbeit legte Weigend eine vollständige Revision der Blumennesselgewächse (Loasaceae) vor und beschrieb zahlreiche Gattungen und Arten neu, aufgrund eines technischen Fehlers mussten die Taxa jedoch 2006 erst validiert werden. Für die Dissertation wurde er mehrfach ausgezeichnet.
Ab 1999 begann Weigend mit Forschungen an den Gattungen Ribes und Desfontainia; im Jahr 2000 wechselte er als Assistenzprofessor an das Institut für systematische Botanik und Phytogeographie der FU Berlin. Im Jahr 2011 erhielt er einen Ruf an die Rheinische Friedrich-Wilhelms-Universität Bonn und trat dort die Nachfolge von Wilhelm Barthlott als Direktor des Botanischen Gartens Bonn an. Seitdem ist er auch stellvertretender Direktor des Nees Institut für Biodiversität der Pflanzen.
Weigend hat für mehrere Standardwerke Bearbeitungen der Blumennesselgewächse vorgelegt, so 2001 für die Flora de Colombia und 2004 für den sechsten Band der Families and Genera of Vascular Plants.
Weigend ist verheiratet und Vater zweier Kinder.

## Nachweise
1. 1 2 3  Maximilian Weigend: Loasaceae. In: Flora de Colombia. Band 22. Instituto de Ciencias Naturales, Universidad Nacional de Colombia, 2001, ISSN 0120-4351, S. 99–100 (spanisch).
2. ↑  Siehe dazu: International Code Of Botanical Nomenclature (Vienna Code), Art. 30.5, Ex. 10, Online
3. 1 2  Maximilian Weigends Homepage. Botanische Gärten der Universität Bonn, archiviert vom Original am 1. März 2016; abgerufen am 4. August 2022.
4. ↑  Personaleintrag auf der Seite des Instituts